# Petrosimonia squarrosa
Petrosimonia squarrosa är en amarantväxtart som först beskrevs av Alexander Gustav von Schrenk, och fick sitt nu gällande namn av Aleksandr Andrejevitj Bunge. Petrosimonia squarrosa ingår i släktet Petrosimonia och familjen amarantväxter. Inga underarter finns listade i Catalogue of Life.